# ماركوهك (غناباد)
ماركوهك (بالفارسية: مارکوهک) هي قرية تقع في منطقة مركزية ريفية في إيران.